# Risiocnemis seidenschwarzi
Risiocnemis seidenschwarzi – gatunek ważki z rodziny pióronogowatych (Platycnemididae). Endemit Filipin; stwierdzony tylko na wyspie Cebu.